# Smokin’ Guns
Smokin’ Guns — компьютерная игра в жанре шутера от первого лица, содержащая элементы Дикого Запада. Геймплей а также сеттинг вдохновлены фильмами в жанре вестерн.

## Игровой процесс
Игра представляет собой полное преобразование, которое было разработано на движке Quake 3. Он включает оружие, созданное с исторически достоверной информацией об ущербе, скорости стрельбы, времени перезарядки и т. д. Он включает в себя игры и карты, созданные в основном в фильмах, а также соответствующим тематике саундтреком.
Игра отличается во многих аспектах от подобных игр, которые основаны на Quake 3:
- Невозможно восстановить здоровье. Ущерб остается до тех пор, пока игрок не умрет и не восстановится.
- Оружие нужно покупать за деньги, которые даются в («щедрость») за победу над противниками. Сумма денег зависит от уровня обоих игроков.
- Побежденные игроки теряют свое оружие и другое снаряжение, которое могут подхватить другие. На картах очень мало оружия, которое в основном выпадает с противников.
- Денежные монеты и банкноты можно находить на некоторых картах, в зависимости от типа игры.[3]
- Можно использовать два пистолета одновременно. Пистолеты при этом могут быть разного типа.

### Режимы
В игру включены следующие игровые режимы:
- Bank Robbery: Цель этого типа игры — ограбить банк. Одна команда должна атаковать банк и украсть «денежный мешок». Команда грабителя оснащена двумя палочками динамита каждый, что позволяет им взорвать дыру в здании и приступить к деньгам[5]. После захвата денег они должны вернуться к побегу с ней, чтобы выиграть. Вторая команда защищает банк и будет пытаться помешать другой команде войти. В то время как ограбление может быть сложнее снять, это будет более выгодно, чем победить защищающуюся команду.
- Deathmatch и Team Deathmatch: этот режим похож на классический игровой процесс Deathmatch. Игроки появляются в случайных зонах уровня и должны соревноваться с другими игроками в битве на диком западе. Победителем является тот, кто побеждает большинство противников в заданное время или лимит убийства. Уровни имеют деньги и оружие, которые игрок может подобрать, и больше денег присуждается, когда игрок побеждает противника. Это позволяет игроку приобретать новое и лучшее оружие. В режиме Team Deathmatch игроки делятся на две команды. Победившая команда — это тот, кто побеждает большинство противников в установленный срок. Уровни остаются такими же, как обычный режим Deathmatch.
- Duel: Режим дуэли напоминает классические западные перестрелки с использованием только пистолетов. Этот тип игры подходит для 2, 3 или 4 игроков, а также для 2-х игроков. Карты дуэлей — это огромные карты, разделенные на несколько частей. Отдельные дуэли можно выполнять в каждой части карты (на карту поддерживается до 16 игроков). Детали поединка заключаются в следующем: комбатанты стоят напротив друг друга, а музыкальные часы начинают играть «На несколько долларов больше». Когда музыка останавливается, начинается дуэль. Колесные пистолеты должны быть нарисованы, это займет несколько секунд, пока вы не сможете точно прицелиться (это будет указывать на постепенное затухание перекрестия). В течение этого времени игрок может решить, хочет ли он встретиться с противником (с меньшими шансами попасть) или искать прикрытие. Победитель дуэли получает деньги и обычно остается на карте, которую он «выиграл», где встретится с следующим соперником.
- Round Teamplay: Этот режим является перекрестком между ограблением банка и Deathmatch. Игроки делятся на две команды. Точка присуждается команде, которая побеждает противоположную команду. Команда-победитель первой достигла установленного количества очков или имеет наибольшее количество очков в установленном временном лимите.

## Разработка
Smokin’ Guns первоначально был разработан Iron Claw Interactive под названием Western Quake 3. С 2001 по 2003 год Iron Claw Interactive выпустил две версии (бета 1.0 и бета 2.0) в качестве модификаций соответственно для всех конверсий для Quake III Arena. Дальнейшее развитие Iron Claw Interactive прекратилось после выпуска версии beta 2.0 в 2003 году.
Разработка была продолжена новой командой в 2005 году в сотрудничестве и с благословения Iron Claw Interactive. Новая команда выпустила две дополнительные версии Western Quake³ (бета 2.1 в 2005 году и бета 2.2 в 2006 году). Новая команда, получившая название Smokin’ Guns Productions, выпустила Smokin' Guns 1.0 как отдельную версию, основанную на движке open-source Quake III в январе 2009 года. Название игры было изменено, чтобы избежать юридических проблем, а также отразить работу новой команды с момента её принятия в 2005 году.
В июне 2012 года была выпущена версия 1.1.

## Упоминания
Smokin’ Guns и Western Quake 3 были упомянуты в немецком интернет-игровом журнале Extreme-Players. Western Quake 3 beta 2.0 была отмечена наградой Mod-of-the Month Mod DB. Он также получил положительные отзывы от нескольких других сайтов.